# Katharine Mehrling
Katharine Mehrling (née en 1975 à Hanau) est une chanteuse et actrice allemande.

## Biographie
Katharine Mehrling grandit à Ostheim et fait sa scolarité à Hanau. Ses parents tiennent le bar musical Tenne, où Mehrling se produit également avec sa mère Margarete. Margarete Mehrling sortit plusieurs disques de jazz et de chanson dans les années 1960 sous le nom de Grit von Osthe. Adolescente, Katharine Mehrling a un contrat d'enregistrement de Ralph Siegel sur son label Jupiter, sous le nom de Kathy Joe Daylor. Sous le nom de scène Cassy, elle apparaît à l'émission de sélection de l'Allemagne au Concours Eurovision de la chanson 1987 avec le titre Aus et atteint la septième place sur douze candidats. En 1989, elle sort à nouveau sous le nom de Kathy Joe Daylor le single Little Witch avec l'acteur Christopher Lee. L'album pop Breakaway et d'autres singles suivent en 1990.
Mehrling étudie le théâtre et le chant au London Studio Center et au Lee Strasberg Theatre and Film Institute à New York. En 1993, au cours de sa formation, elle est embauchée par le réalisateur Michael Bogdanov dans le rôle de Chrissy dans la reprise de la comédie musicale Hair au théâtre Old Vic de Londres. Comme alors une carrière comme actrice de comédies musicales en Allemagne. Mehrling jouera et chantera le rôle de la chanteuse Edith Piaf dans trois productions théâtrales différentes.
Elle prend la deuxième place au Bundeswettbewerb Gesang en 1995 ; en 2011, elle sera membre du jury de ce concours et en 2013, elle devient présidente du jury et présentatrice du gala des gagnants au Friedrichstadt-Palast.
En décembre 2015, Mehrling célèbre le 100e anniversaire de Piaf lors de deux concerts à l'Opéra-Comique de Berlin, en présence du compositeur de Piaf Charles Dumont. Son concert Katharine Mehrling singt Piaf avec l'Orchestre philharmonique de la NDR et le chef d'orchestre Enrique Ugarte est diffusé sur NDR Kultur en 2017.
Dans ses programmes solos, Mehrling se consacre au jazz et à la chanson française : Hommages, Bonsoir Katharine, Piaf Au Bar, Mehrling Au Bar, Vive La Vie et In Love with Judy. Son premier album contenant des chansons qu'elle a écrites, Am Rande der Nacht, est produit aux studios Hansa de Berlin en 2011. Ce travail entre chanson, jazz et blues est réalisé par Rolf Kühn, qui également écrit la plupart de la musique et des arrangements de cet album. Fin 2011, la Hessischer Rundfunk présente Ein Abend mit Katharine Mehrling und der hr-Bigband sous la direction de Jörg Achim Keller dans la grande salle du HR. L'année suivante, le spectacle Am Rande der Nacht suit avec un groupe, des danseurs, des artistes internationaux et Rolf Kühn au Wintergarten de Berlin. Pour cela, Mehrling reçoit le prix Lale-Andersen de la ville de Bremerhaven.
Mehrling apparaît dans le film Walkyrie comme la chanteuse dans le club des officiers et est présente dans la bande originale du film avec la chanson Für eine Nacht voller Seligkeit. En 2014, elle joue le rôle principal de la chanteuse de jazz Jeannie Franzen dans l'épisode de l'île Maurice de la série télévisée Das Traumschiff. Dans le téléfilm de Sat.1 Liebe auf den ersten Trick, tourné au Cap, on la voit aux côtés de Dieter Hallervorden, Veronica Ferres et Steffen Groth. En décembre 2020, elle se produit avec le violoniste Daniel Hope pour Arte et son programme Hope@Home.
Mehrling donne des concerts avec le Big Band de l'Opéra allemand à l'Opéra allemand de Berlin et au Konzerthaus de Berlin, avec le Brandenburger Symphoniker, l'Orchestre Philharmonique de Kiel, le Philharmonisches Orchester Freiburg, le Brandenburgischen Staatsorchester Frankfurt et à plusieurs reprises avec le Deutsches Filmorchester Babelsberg. En 2018 et 2019, elle fait sa première apparition à New York avec son programme Streets of Berlin au cabaret-club Joe’s Pub at the Public Theater.
En mai 2019, elle sort le single Straßen von Berlin enregistré avec le Babelsberg Film Orchestra. La vidéo est tournée à Berlin avec Jannik Schümann, Tilmar Kuhn et Dagmar Biener.
Mehrling entretient une amitié artistique avec Barrie Kosky depuis leur collaboration sur l'opérette jazz de Paul Abraham Ball im Savoy. Avec leur soirée commune Lonely House en décembre 2019, les artistes se consacrent à l'œuvre du compositeur Kurt Weill et présentent des chansons françaises et américaines du temps de l'exil de Weill à Paris et à New York. En août 2021, Mehrling fait ses débuts au Festival international d'Édimbourg, où elle reprend Lonely House avec Barrie Kosky.
Katharine Mehrling est artiste en résidence au Kurt-Weill-Fest de Dessau pour la saison 2022. Elle ouvre le festival culturel le 25 février 2022 avec l'Anhaltische Philharmonie et l'ensemble Amarcord avec la satire critique du capitalisme de Weill Die sieben Todsünden.
En juillet 2022, elle épouse l'acteur Tilmar Kuhn à Ostuni, dans les Pouilles, en Italie.